# Quejo (Las Regueras)
Quejo (en asturiano y oficialmente: Quexu) es un lugar que pertenece a la parroquia de Valsera en el concejo de Las Regueras (Principado de Asturias). Se encuentra a 210 m s. n. m. y está situada a 7 km de la capital del concejo, Santullano. 

## Población
En 2020 contaba con una población de 49 habitantes (INE 2020) repartidos en un total de 20 viviendas.